# Zisterzienserinnenabtei Oosteeklo
Die Zisterzienserinnenabtei Oosteeklo war von 1217 bis 1798 ein Kloster der Zisterzienserinnen, zuerst in Eeklo, ab etwa 1540 in Oosteeklo, heute: Assenede, und ab 1585 in Gent, Provinz Ostflandern, in Belgien.

## Geschichte
1217 wurde nördlich Gent in Eeklo ein Nonnenkloster gestiftet, das noch vor 1250 nach Oosteeklo wechselte und beim Urbarmachen der Heide eine Rolle spielte. Die Nähe zur Abtei Doornzele war Gegenstand von Beanstandungen durch den Abt von Clairvaux. 1577 wurde das Kloster von den Geusen verwüstet. Die Nonnen gingen 1585 nach Gent in ihr Refugium Posteernehof am Posteernepoort (heute abgerissen). 1798 kam es zur Auflösung des Klosters durch die Französische Revolution. Nur in Oosteeklo zeugt noch das (inzwischen restaurierte) Gästehaus von der einstigen Blüte.